# Boarnsterhim
Boarnsterhim (in olandese Boornsterhem ) è stata una municipalità dei Paesi Bassi situata nella provincia della Frisia soppressa il 1º gennaio 2014. Il suo territorio è andato a costituire parte della nuova municipalità di De Friese Meren, parte è stato integrato nella municipalità di Leeuwarden, parte nella municipalità di Heerenveen e parte nella municipalità di Súdwest-Fryslân.